# هنری رابینسون-مونتاگ، بارون ششم راکبی
هنری رابینسون-مونتاگ، بارون ششم راکبی (انگلیسی: Henry Robinson-Montagu, 6th Baron Rokeby; ۲ فوریهٔ ۱۷۹۸ – ۲۵ مهٔ ۱۸۸۳) فرد نظامی اهل پادشاهی متحد بریتانیای کبیر و ایرلند بود. وی همچنین برندهٔ جوایزی همچون نشان حمام شده‌است.